# Ellie Drennan
Eloise Suzanne Drennan, conosciuta come Ellie Drennan (Central Coast, 28 ottobre 1998), è una cantante australiana, famosa per aver vinto la quarta edizione di The Voice of Australia nel 2015.

## Biografia
All'età di sedici anni Ellie Drennan si è presentata alle audizioni della quarta stagione di The Voice of Australia cantando Take It All di Adele. Ha ricevuto l'approvazione sia dai Madden che da Jessie J, e ha deciso di entrare nel team di quest'ultima. Il 30 agosto 2015 Ellie è stata proclamata la vincitrice più giovane del talent show australiano, portando a casa un premio di 100.000 dollari australiani e un contratto con la Universal Music Australia.
Il singolo di debutto Ghost è stato pubblicato subito dopo la vittoria e ha raggiunto il venticinquesimo posto in classifica in Australia. Ha seguito due settimane dopo l'album Close Your Eyes, che ha debuttato alla quattordicesima posizione. Nel 2016 Ellie ha pubblicato i singoli Living Inside a Dream e Hard Love. Quest'ultimo è entrato nella classifica australiana al quarantunesimo posto.

## Discografia

### Album in studio
- 2015 – Close Your Eyes

### EP
- 2015 – Ellie Drennan

### Singoli
- 2015 – Ghost
- 2016 – Living Inside a Dream
- 2016 – Hard Love